# Rupes Nigra

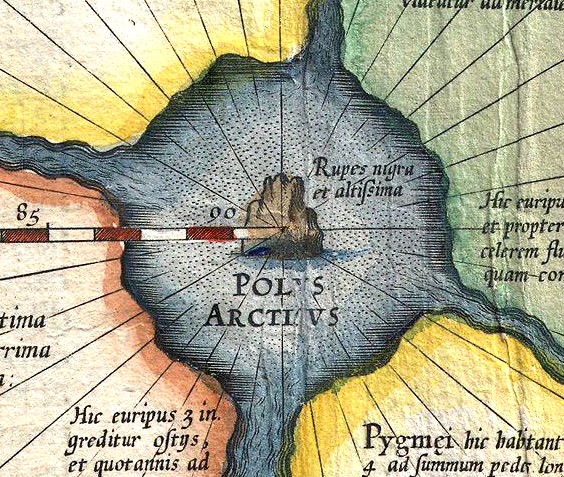
Rupes Nigra

Rupes Nigra (Černá skála nebo Magnetová hora) je přízračný ostrov, jehož existenci předpokládali zeměpisci raného novověku v Severním oceánu. Tehdy byl již znám kompas, ale nikoli princip, jak funguje zemský magnetismus. Vědci (např. Gerhard Mercator) si směřování střelky k severu vysvětlovali tím, že někde vysoko na severu je ostrov tvořený celý magnetovcem. Nikdo se tím směrem dlouho neodvažoval plavit, protože se věřilo, že magnetová hora by vytahala z lodi všechny kovové součásti a plavidlo by se rozpadlo. Odraz této víry je v pověsti o Bruncvíkovi, kde toto místo Alois Jirásek nazývá „Jantarová hora“.